# Videolina
Videolina è un'emittente televisiva a carattere regionale della Sardegna. Trasmette la propria programmazione dagli studi di piazza L'Unione Sarda in Cagliari.

## Storia

### Fondazione e affermazione
Videolina fu fondata da Nicola Grauso e Michele Rossetti il 4 settembre 1975 in un piccolo appartamento di vico Duomo a Cagliari, dove il 16 giugno dello stesso anno avevano già dato vita alla prima radio libera della Sardegna, Radiolina, nonostante le intimazioni da parte dell'Escopost, il reparto di controllo delle emissioni radioelettriche che dipendeva dal Ministero delle poste e delle telecomunicazioni. I nomi "Radiolina" e "Videolina" stavano a indicare le ridotte dimensioni delle due stazioni, vista l'esiguità dei mezzi a loro disposizione.
L'emittente trasmise inizialmente in bianco e nero, passando qualche mese più avanti al sistema a colori PAL. 
I primi programmi mandati in onda furono dei film realizzati da TVL Radiotelevisione Liberadi Paolo Romani. L'inaugurazione ufficiale avvenne il 6 settembre con una serie di cartoni animati di ispirazione western disegnati da Bruno Bozzetto.
Il 3 luglio 1976 fu lanciato il telegiornale, TGS - Telegiornale sardo, diretto da Patrizio Mulas, le cui edizioni in quel periodo, non avendo ancora la possibilità di trasmettere in diretta, venivano sempre preregistrate.
Il palinsesto consisteva principalmente in film, cartoni animati, informazione, sport e folklore locale. I primi conduttori erano Michele Rossetti, Francesco Atzeni, Giancarlo Testa e Giampaolo Loddo. Il programma di punta era Superarsenico.
A occuparsi dello sport erano Franco Congiu, Sandro Angioni e Cesare Corda.
Dopo un primo spostamento in via Martini, nel 1979 l'emittente si trasferì nella nuova e più grande sede di viale Marconi, sempre a Cagliari. Qui furono molti i programmi autoprodotti, primo tra tutti Sardegna Canta, che durante il periodo invernale proponeva in diretta le esibizioni dei vari gruppi folk, dei cantanti, dei poeti e dei personaggi della Sardegna. 
Dal 1983 furono proposte tre edizioni del TGS.
Le due stazioni radio e TV fruttarono agli imprenditori un consistente ritorno economico derivante dalla raccolta pubblicitaria, che agli inizi veniva realizzata in maniera rudimentale. Ciò consentì loro di rafforzare la loro posizione nell'editoria sarda, acquistando nel 1985 L'Unione Sarda, il quotidiano più venduto in Sardegna.
Gli editori rifiutarono dal principio così come in seguito di aderire ai nascenti circuiti nazionali, preferendo una programmazione di tipo regionale.
Nei primi anni novanta la squadra di calcio del Cagliari ritornò in Serie A e, di conseguenza, il canale le dedicò vari programmi, che ebbero un notevole riscontro di pubblico.
Intorno al 1998 l'emittente entrò a far parte del circuito Team TV, una delle prime emittenti TV all news italiane, facente parte della piattaforma satellitare Stream TV, del quale trasmetteva alle 14:55 il notiziario Stream News in interconnessione (la collaborazione terminò nel 2003, quando Stream TV confluì in Sky Italia).
Il 1º gennaio 2000 il TGS, dopo 24 anni, diventò TG Videolina: di conseguenza anche il TG acquisì la diretta e aumentò le edizioni, con l'aggiunta di quella notturna, quella mattutina e delle edizioni flash, queste ultime cancellate con il passaggio della direzione a Emanuele Dessì (2009).

### Gestione l'Unione Editoriale
Nel 2000, in seguito alle vicende legate al sequestro di Silvia Melis, Nicola Grauso lasciò la gestione dell’emittente. In merito Grauso dichiarò: "Le mie aziende furono commissariate pur non avendo un decreto ingiuntivo ed un sequestro. La semplice azione di commissariamento e l'intenzione della Magistratura di volermi sottrarre giornale, radio e tv, furono sufficienti a destabilizzare le aziende e a farmi perdere il fisiologico sostegno da parte del sistema finanziario. Dovetti vendere per 120 miliardi tutto il gruppo a Sergio Zuncheddu".
Terminata la gestione di Grauso, la proprietà di Videolina e Radiolina passò a Sergio Zuncheddu, già editore di Tele Costa Smeralda e del quotidiano L'Unione Sarda, che nel corso degli anni ottanta aveva fondato TeleSardinia, emittente regionale che poi si fuse con Sardegna 1 TV, dando vita a Sardegna Uno (quella attuale, che non ha alcun legame con quella vecchia).
Dal 2000 Videolina cominciò a trasmettere i suoi programmi anche dal satellite Hot Bird, visibile in Europa.
Dal 2004 Videolina cominciò a trasmettere sul digitale terrestre, limitatamente alla provincia di Cagliari. Nel 2006, grazie a un accordo con l'emittente oristanese Super TV Oristano, la copertura del mux digitale si estese anche alla provincia di Oristano. In seguito allo switch off, avvenuto in Sardegna nell'ottobre del 2008, Videolina dispone di due multiplex: uno a copertura regionale e un altro con una copertura limitata. Nacquero quindi diversi canali surrogati, che negli anni riscossero parecchio successo: il secondo (originariamente dedicato agli spazi informativi) e il quarto (storicamente dedicato alle televendite) sono ancora oggi operativi, seppur ceduti a L'Unione Sarda e Sa Radiolina, mentre il terzo (dedicato allo sport) e il quinto vennero dismessi nel 2013, a seguito di problemi economici che - peraltro - portarono alla cancellazione temporanea della frequenza satellitare.
A partire dal 25 novembre 2011 Videolina trasmise dai nuovi studi di piazza Unione Sarda, all'interno del complesso polifunzionale di Santa Gilla con la modalità 16:9. Di conseguenza l'emittente andò incontro a un restyling grafico (completato il 1º gennaio 2013 con il restyling del meteo, in onda dai vecchi studi di viale Marconi dall'ottobre 2008) e alcune produzioni. Nello stesso anno divenne partner della squadra di pallacanestro Dinamo Sassari e, al contempo, i vecchi studi di Videolina passarono alla sorella Tele Costa Smeralda.
Collaborarono in questi anni Maurizio Costanzo, con il programma serale Dopo Cena, Maria Luisa Busi e Giorgio Porrà, oggi apprezzato volto di Sky Sport.
Il 22 settembre 2013, in occasione della visita di papa Francesco in Sardegna, seguì l'evento in diretta, con una media d'ascolto del 50% e punte del 55%; inoltre ottenne il 6% per lo speciale in prima serata sulla giornata del Papa a Cagliari.
Con 400 000 telespettatori giornalieri e il 2,8% di share, Videolina è l'emittente regionale più vista in Sardegna.
Trasmette 3 500 ore di produzione l'anno utilizzando una rete di 48 ripetitori. Il direttore della redazione giornalistica è Emanuele Dessì.
Dal 30 novembre 2022 Videolina inizia a trasmettere in HD.

## Canali
Le reti regionali edite dal gruppo Videolina sul digitale terrestre sono:
- Videolina, canale principale dell'omonimo multiplex (LCN 10);
- Videolina 2, canale originariamente dedicato alle news di Videolina, dal 2015 ha iniziato a trasmettere un cartello che invita i telespettatori a seguire l'informazione di Videolina sul canale 10, poi tra febbraio e maggio 2016 trasmetteva un monoscopio, dal 4 maggio 2016 al 29 aprile 2020 riprendeva la stessa programmazione di Videolina, dal 29 aprile 2020 trasmette la radiovisione di Radiolina (LCN 110); dal 15 novembre 2021 è passato all'LCN 99; dal 1º gennaio 2023 torna in simulcast con Videolina; dal 24 aprile 2023 trasmette L’Unione TV, canale all-news edito da L'Unione Sarda, dal 7 luglio 2025 passa dalla LCN 99 alla LCN 12.
- Videolina 4, canale originariamente interamente dedicato alle televendite, dal 22 maggio 2016 al 10 dicembre 2020 trasmetteva programmi di vario tipo, dall'11 dicembre 2020 trasmette la radiovisione di Sa Radiolina (LCN 601);

### Canali chiusi
- Videolina 3 Sport, canale nato nell'ottobre 2011 dedicato alle trasmissioni dei principali eventi sportivi dell'isola, ha cessato le trasmissioni nel marzo 2014 (LCN 210);
- Videolina HD Test, versione di Videolina in alta definizione che trasmette alcune trasmissioni e dei filmati codificati in MPEG-4 (1080i) (LCN 510);
- Radiolina, la prima radio libera della Sardegna (tuttora operante);
- Radio Bonaria, emittente radiofonica cagliaritana a carattere prevalentemente religioso (tuttora operante).
- Videolina 5 sat (LCN 602).

### Videolina Sat

Logo della versione satellitare

Dal 2000 al 2013 Videolina trasmetteva i suoi programmi anche sul satellite Hot Bird escludendo la programmazione della syndication K-2.
Dal 30 settembre 2010 l'emittente fu trasmessa via satellite sia gratuitamente, sia all'interno dell'offerta Sky Italia, avendo dunque due segnali; la situazione è rimasta tale fino al 12 novembre dello stesso anno, quando il segnale doppione per Sky è stato disattivato e il segnale originale codificato in VideoGuard, rendendo così Videolina accessibile via satellite solo ai possessori di un abbonamento alla pay TV satellitare.
Il canale rimase comunque visibile sul satellite in chiaro dalle ore 15 alle 18 e dalle 23 all'1.
Dal 14 giugno 2013 al 20 dicembre 2018 Videolina non era più ricevibile via satellite, ma unicamente via etere e in streaming sul sito ufficiale dell'emittente. La decisione da parte dell'emittente potrebbe essere legata, come accaduto in precedenza per l'allora concorrente Sardegna Uno, ai costi troppo alti per la ritrasmissione del segnale sul satellite. Gli utenti, già dal mese di maggio 2013, venivano avvisati sul canale Sky dell'emittente, con un rullo, indicante l'avviso di spegnimento definitivo del segnale, con le relative informazioni per continuare a seguire l'emittente.
Il 21 dicembre 2018 l'emittente torna a essere diffusa via satellite tramite la frequenza 11 662 MHz su Hot Bird.
Dal 28 marzo 2019 entra nella piattaforma Tivùsat e Sky al canale 819 su ambedue le piattaforme satellitari.

## Il teletext dell'emittente
In passato l'emittente disponeva di servizio teletext offerto ai suoi telespettatori:

### VL-Text
Il primo teletext dell'emittente, attivo dal 20 febbraio 1989, era composto da una grafica molto semplice e spartana, che ricalcava in un certo modo le prime grafiche usate dal Televideo Rai fino al 10 novembre 1988. Questa grafica usata dal primo VL-Text, fu impiegata fino ai primi anni 1990, quando il servizio teletext realizzato in proprio venne sostituito da uno creato in joint venture con Sardegna1, denominato Televideo della Sardegna.

### Televideo della Sardegna
Questo servizio partì nell'autunno 1995 grazie a una joint venture tra Videolina e Sardegna Uno, per proporre ai telespettatori delle due emittenti un teletext aggiornato e unificato nei contenuti. Anche stavolta, l'indice ricalcava (ora più fedelmente) lo stile grafico impiegato nello stesso periodo dal Televideo della Rai. Il servizio disponeva di un gran numero di contenuti sempre aggiornati e di grande interesse per il pubblico. Tale servizio si interrompe nel 1998 su Videolina, mentre continuò a essere veicolato su Sardegna Uno fino alla sua dismissione avvenuta il 30 novembre 2001. Il teletext di Videolina, dal 1998, torna a essere autoprodotto e viene battezzato Televideolina.

### Televideolina
Questo servizio segna il ritorno dei teletext autoprodotti in loco, con anche la presenza di alcuni contenuti (Almanacco e Calendario) interamente in lingua sarda. Il servizio, ancora attivo all'autunno 2002, fu sostituito nel 2003 dal Televideoitalia.

### Televideoitalia
Trasmesso dalla primavera 2003, questo servizio teletext veniva gestito dalla PM ProgettoMedia e dalla testata giornalistica ANSA, curato e veicolato in syndication (la seconda in assoluto nel campo dei teletext in Italia dopo il tentativo - dal 1991 al 1997 - del circuito Cinquestelle con Arianna) dalle principali emittenti TV regionali fra cui la stessa Videolina. Dal 2005-06 il servizio cambia denominazione in Telexitalia.

### Telexitalia
Questa variante, pressoché uguale alla precedente tranne che per il nome (modificato a causa della somiglianza del nome con il Televideo Rai) è stato l'ultimo servizio teletext veicolato dall'emittente, sempre curato dalla PM ProgettoMedia con il supporto giornalistico dell'agenzia ANSA, in collaborazione con le principali emittenti TV locali. Negli ultimi tempi, il servizio teletext è rimasto in onda senza contenuti aggiornati, fino alla sua dismissione avvenuta nell'estate del 2006.

## Palinsesto
Attualmente l'emittente produce 3 500 ore di produzione propria e 14 edizioni giornaliere del telegiornale in diretta prodotte da cinque redazioni principali in tutta l'isola. Alcuni programmi dell'emittente sarda attualmente in onda sono:
- C'è Scraffingiu per te: programma di cabaret sardo condotto da Alessandro Pili con la partecipazione di altri comici isolani.
- Sembra Ieri: riproposizione di vecchi filmati tratti da programmi storici dell'emittente.
- Centenari Superstar: finestra dedicata ai centenari isolani condotta da Paola Pilia e Flavio Soriga.
- Radar: approfondimento giornalistico condotto da Nicola Scano.
- Ovunque Sardi: curato e condotto da Stefano Floris e Tiziana Nuvoli (in arte Floris e Nu), racconta le storie dei sardi in giro nel mondo.
- Ovunque in Sardegna: curato e condotto da Stefano Floris e Tiziana Nuvoli (in arte Floris e Nu), racconta le storie degli stranieri in Sardegna.
- In Cucina con Cozzina: programma dedicato alla cucina, con vari ospiti che si alternano a cucinare varie pietanze insieme allo chef Pier Paolo Argiolu.
- Contadini in Erba: programma dedicato ai giovani imprenditori agricoli condotto da Veronica Fadda.
- Videolina Sport: rubrica sportiva, curata dalla redazione del TG Videolina e condotta da Mariangela Lampis con la partecipazione di Valentina Caruso.
- Oggi al mercato: condotto da Giulia Salis, è una panoramica sul mondo dell'alimentazione in Sardegna. Vengono raccolte interviste tra i clienti e i commercianti, ascoltati i pareri di medici e ristoratori per avere qualche consiglio in più sugli alimenti. Completano il tutto le curiosità e la ricetta del giorno. Nei primi anni di messa in onda della trasmissione, quando la conduttrice era Alessandra Addari, venivano comunicati anche i prezzi al dettaglio nei mercati di Cagliari, dei prodotti di largo consumo, come frutta, verdura, carne, pesce e formaggi.
- Sardegna Verde: Emanuele Dessì, in collaborazione con la Coldiretti, in ogni puntata si reca in uno dei tanti paesi della Sardegna per scoprire le sue tradizioni enogastronomiche.
- I 5 sensi dell'arte: con Ambra Pintore, è una panoramica sull'arte in Sardegna.
- Sentidu: trasmissione ideata e condotta da Gianluca Medas in cui attraverso la testimonianza dei nostri anziani si ricostruisce la microstoria della Sardegna. Dal 2020 si è aggiunta la parte Su Tempu Benidori, in cui attraverso il racconto dei nostri giovani se ne immagina il futuro.
- Filindeu: trasmissione sulla cucina tradizionale sarda raccontata attraverso la testimonianza delle strategie alimentari ereditate dalla tradizione, e che attraverso la realizzazione di una ricetta ricostruisce l'evoluzione di una comunità. Trasmissione condotta da Gianluca Medas.

L'emittente inoltre è sempre presente con le dirette dei principali eventi e sagre in Sardegna, tra le quali, la festa di sant'Efisio a Cagliari, la Cavalcata sarda e la Faradda di li candareri a Sassari, la Sartiglia di Oristano, la festa di San Simplicio a Olbia, il Carnevale di Tempio Pausania e l'Ardia di Sedilo.

### Precedentemente in onda
Programmi storici dell'emittente sono stati:
- Dopo cena talk show con Maurizio Costanzo (1996)
- Superarsenico storica trasmissione di varietà (1977-1987)
- Buona Domenica talk show della domenica mattina (1979-1982)
- Forza Ragazzi: trasmissione a quiz condotta da Roberto Betocchi, dove i giovani delle scuole superiori della Sardegna si sfidavano per vincere una vacanza di 14 giorni a Londra (2013-2017)
- Bambini Danza Estate antesignano di Di Che Danza 6? (2007)
- Messaggero Sardo con Simeone Latini, ispirato all'omonimo quotidiano (1995-2009)
- Sportclub storica trasmissione sportiva della domenica sera, condotta da Egidiangela Sechi, quindi da Stefano Fioretti e da ultimo da Matteo Bruni (1999-2011), sostituita poi da Videolina Sport che, di conseguenza, abbandonò la fascia del primo pomeriggio e passò in prima serata
- Sportclub Dagli Spalti spin-off di Sportclub in onda alla domenica pomeriggio. Seguiva, sulla scia di Quelli che il calcio (all'epoca in onda su Rai Due), le partite di calcio isolane di cartello, ma anche eventi sportivi d'interesse (es. atletica, ciclismo, basket) e manifestazioni festive (2001-2011)
- Lapola storica trasmissione di cabaret sardo, con vari titoli negli anni, condotta da Massimiliano Medda con la partecipazione della compagnia Lapola e altri comici isolani.
- Vari film da tutta l'Italia (fino al 2018)
- Fox Kids (in streaming dal 2000 al 2005)
- K2 (in streaming dal 2005 al 2016)
- Radio Italia TV (in streaming dal 2005 al 2011)
- Stream News (il notiziario di Stream TV, in onda subito dopo il TG delle 14:30 dal 2000 al 2003)
- Euro TV (dal 1984 al 1987)
- Italia 7 (dal 1987 al 2005)
- Junior TV (dal 1986 al 2003)
- Di Che Danza 6?: condotto da Claudia Tronci, era una gara tra le scuole di danza isolane (2011-2015)
- Vent'anni fa rubrica in cui vennero riproposti servizi tratti dall'ex TGS Telegiornale Sardo, condotta da Giacomo Serreli (2010-2016)
- Provette: programma comico (2012)
- Videolina Mattina condotto da Ambra Pintore, poi da Mara Chessa e Paolo Fasanari (2008-2012)
- Fuori Onda: 100% cabaret sardo: programma comico dedicato ai comici emergenti della Sardegna condotto da Mara Chessa poi da Max Loche e Simone Gungui (2012-2015)
- Anteprima sport: rubrica sportiva condotta da Simona De Francisci che illustra gli avvenimenti sportivi in programma in Sardegna nel fine settimana
- In Progress: rubrica condotta da Antonella Di Luzio, dedicata alla cultura, l'identità e l'anima della Sardegna.
- Formula Motori: programma che illustra le ultime novità nel mondo dei motori condotto da Gabriele Piras.
- Contro Canto: condotto da Samuele Zucca, era una gara di canto tra autori e interpreti isolani.
- Sardegna Canta (1980-2021): il programma più longevo della rete dopo il telegiornale, dedicato al folklore sardo in tutte le sue espressioni. Molti sono stati i conduttori che di anno in anno hanno presentato la trasmissione. Va in onda ancora oggi, ma su Sardegna 1 e sotto forma di contenitore di musica sarda senza conduzione.
- 40º parallelo: programma dedicato alla storia della Sardegna, condotto da Gian Nicola Cabitza e poi da Giacomo Serreli.
- Tiri Liberi: La Sardegna a canestro: finestra dedicata al basket isolano condotta da Andrea Sechi. (2014-2016)
- Serie A Beko: tutte le partite della Serie A di basket che vedevano impegnata la Dinamo Sassari; nell'ultimo periodo in cui la rete aveva i diritti, esse stesse venivano trasmesse in differita.
- Montagne di Sardegna: curato e condotto da Giovanni Stefano Andrissi, itinerari sulle montagne e le terre alte dell'Isola con le immagini e il montaggio di Massimo Piras.
- Itinerari di Sardegna: curato e condotto da Giovanni Stefano Andrissi, una serie di itinerari alla scoperta della Sardegna autentica, con le immagini e il montaggio di Massimo Piras.

## Loghi

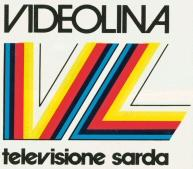
4 settembre 1975 - 31 dicembre 1999
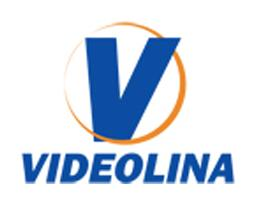
1º gennaio 2000 - 11 dicembre 2011
In uso dal 12 dicembre 2011